# Paradiancistrus acutirostris
Paradiancistrus acutirostris är en fiskart som beskrevs av Schwarzhans, Møller och Nielsen 2005. Paradiancistrus acutirostris ingår i släktet Paradiancistrus och familjen Bythitidae. Inga underarter finns listade i Catalogue of Life.